# 锦葵素-3-O-葡萄糖苷

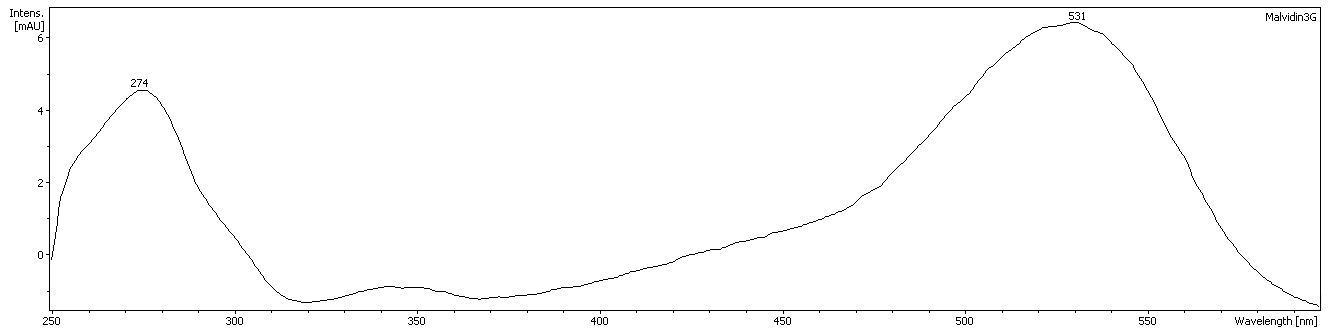
UV visible spectrum of malvidin 3-O-glucoside.

錦葵素-3-O-葡萄糖苷（英語：Oenin；Malvidin 3-O-glucoside）（法語：Œnine；Malvidine-3-O-glucoside）是锦葵花素的3-葡萄糖苷。紫色葡萄和葡萄酒當中含有它，同時它也是紅葡萄酒的紅色色素。

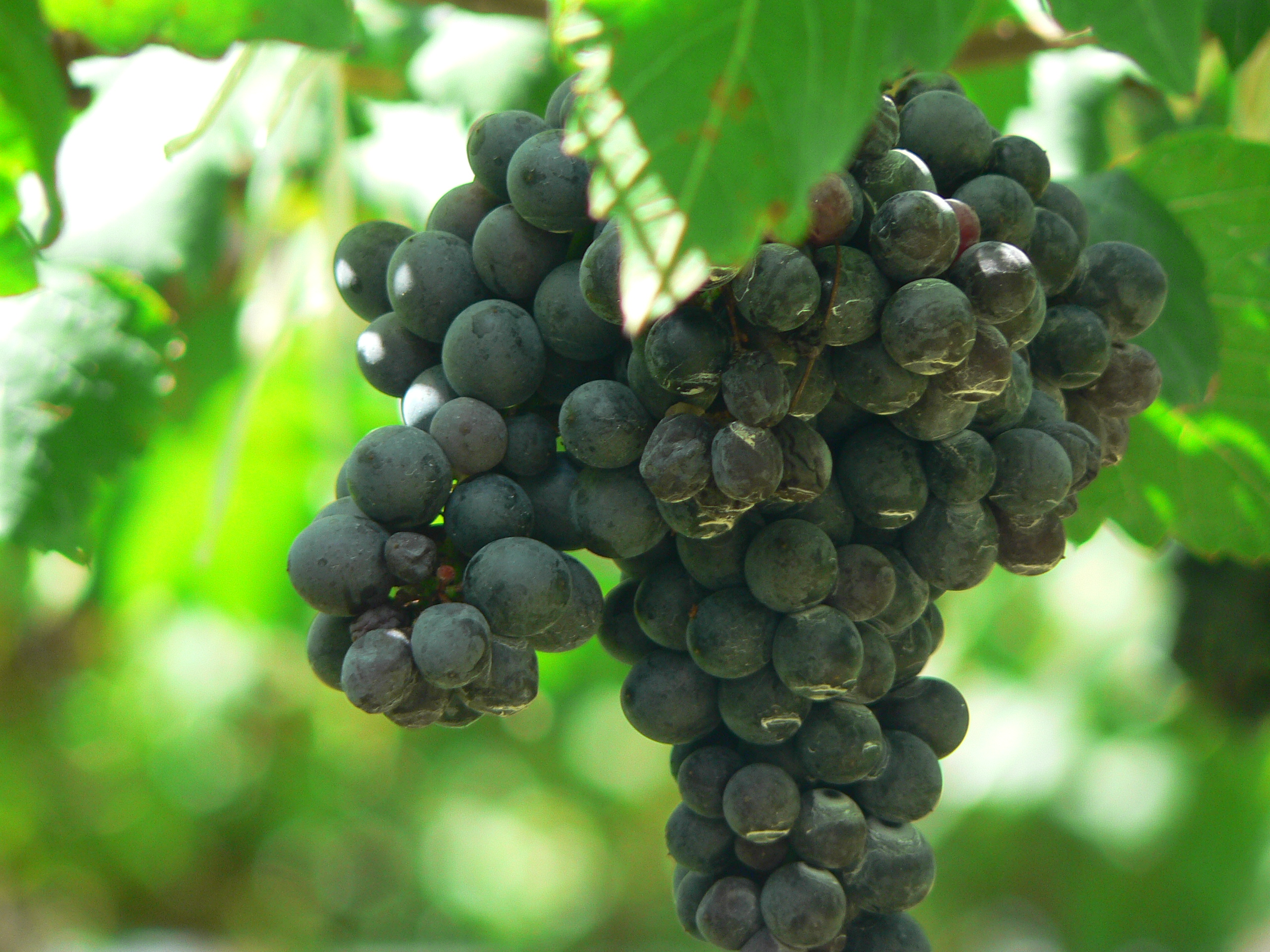
法國著名的釀酒葡萄Shiraz